# Любехув (Любуське воєводство)
Любехув (пол. Lubiechów, нім. Liebichau) — село в Польщі, у гміні Маломиці Жаґанського повіту Любуського воєводства.
Населення — 205 осіб (2011).
У 1975-1998 роках село належало до Зеленогурського воєводства.

## Демографія
Демографічна структура станом на 31 березня 2011 року:
|          | Загалом | Допрацездатний вік | Працездатний вік | Постпрацездатний вік |
| -------- | ------- | ------------------ | ---------------- | -------------------- |
| Чоловіки | 100     | 14                 | 81               | 5                    |
| Жінки    | 105     | 20                 | 60               | 25                   |
| Разом    | 205     | 34                 | 141              | 30                   |